# Franz Julius Lütkens

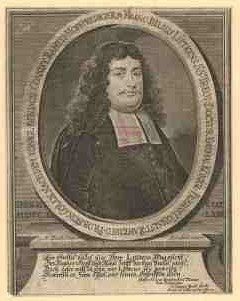
Franz Julius Lütkens.

Franz Julius Lütkens, född den 21 oktober 1650 i Dellien, död den 12 augusti 1712 i Köpenhamn, var en evangelisk-luthersk präst och teolog, ursprungligen från Tyskland men även verksam i Danmark.
Lütkens blev 1688 prost i Berlin, men ville 1702 inte medverka till en påtänkt union mellan lutherska och reformerta kyrkan och mottog därför 1704 kallelse till tyskspråkig hovpredikant i Köpenhamn. Han tillhörde de äldre pietisterna av Speners riktning, som sökte väcka en mera levande kristendom än den gamla ortodox-dogmatiska, och råkade därför i strid med Köpenhamns präster, vilka försvarade denna. Det var huvudsakligen genom honom, som missionen i Trankebar kom till stånd 1705. Han arbetade därjämte för en förbättrad folkundervisning, och på hans initiativ upprättades fattigskolor vid Köpenhamns kyrkor 1706, varjämte han införde konfirmationen vid Sankt Petri tyska församling.